# Saša Martelanc
Saša Martelanc, slovenski časnikar, kulturni delavec in pisatelj, * 22. september 1934, Ljubljana, † 9. avgust 2019, Trst

## Življenje in delo
Rodil se je v Ljubljani, saj se je njegova družina zaradi fašizma leta 1932 iz Trsta (točneje iz Barkovelj) preselila v Ljubljano, oče Aleksander, mati Viktorija Pertot. Po drugi svetovni vojni se je leta 1948 z družino dokončno preselil v Trst, kjer je nadaljeval študij na novoustanovljenem klasičnem oddelku slovenske realne gimnazije in maturiral leta 1953. Zanimal se je za časnikarstvo, sodeloval je pri Demokraciji, najprej kot korektor in nato s članki, priložnostno je pisal tudi v Katoliški glas, pri mesečniku Mladika je bil prisoten od ustanovitve do smrti. Zgodaj se je vključil v kulturno življenje tržaških Slovencev, sodeloval je v Slovenski prosveti in Slovenskem odru, leta 1955 se je vključil v delovanje Radijskega odra kot zvočni in glasbeni opremljevalec. Bil je med ustanovitelji Slovenskega kulturnega kluba in v njegovem prvem odboru. Leta 1968 je dobil stalno namestitev na časnikarskem oddelku na Radiu Trst A (upokojil se je leta 1998), v prostem času se je posvečal organizatorskemu delu (pri Društvu slovenskih izobražencev, Študijskih dnevih Draga, Skladu Dušana Černeta).
Saša Martelanc se je uveljavil kot publicist in pisatelj ter avtor uspešnih popevk narodnozabavne glasbe. Pisal je tudi dramske tekste, največ v desetletju 1955-65. V Mladiki je leta 1959 objavil znameniti članek z naslovom »Avsenik ni tat«, s katerim je razčistil obtožbe plagiatorstva, ki so se v Sloveniji pojavile v škodo bratov Avsenik.
Svojo prozo je objavil v več knjigah, leta 1984 je prejel nagrado vstajenje za knjigo črtic Melodija.

## Knjige
- Melodija (Goriška Mohorjeva družba, 1984) (COBISS)
- Veter iz ljubih daljav (Goriška Mohorjeva družba) (COBISS)
- Kam potujejo večeri (Goriška Mohorjeva družba, 2005) (COBISS)
- SM80 (tri spominske črtice Saše Martelanca ob njegovi 80-letnici) (Mladika, 2014) (COBISS)
- Srečanja za spomin (Goriška Mohorjeva družba, 2017) (COBISS)